# Köldökzsinórvér
A köldökzsinórvér az újszülött vérében, pontosabban a gyermek köldökzsinórjában és a méhlepényben található meg. A köldökzsinórvér nagyban különbözik a felnőttek, vagy idősebb gyerekek vérétől. A köldökzsinórvér vörösvérsejtjei olyan hemoglobinokat tartalmaznak, melyek nem képesek az oxigén szállítására. Emiatt a vérsejtek a születés után nagyon gyorsan elhalnak.
A köldökzsinórvér bőséges forrása a jó minőségű és kiváló önfenntartó képességgel rendelkező őssejteknek, melyek a köldökzsinórvér felfogása révén könnyen és kockázatmentesen összegyűjthetők és mélyhűtött állapotban hosszú ideig megőrizhetők. Közvetlenül a szülés után a méhlepényben és köldökzsinórban visszamaradt vér, ha nem kerül őssejt-bankba, orvosi hulladékként megsemmisítésre kerülne.
Azok az őssejtek, amelyek a köldökvérből származnak, sokkal vitálisabbak, fiatalabbak és könnyebben adaptálódnak. Ezért kisebb a transzplantációkor a kilökődés veszélye. A köldökvér esetében rövidebb az az idő is, amíg az őssejtből kialakul a fehérvérsejt, a vörösvérsejt vagy a trombocita. Ez azért fontos, mert nagy a veszélye annak, hogy ez idő alatt a beteg valamilyen fertőzést kap. Hiányoznak ugyanis a fehérvérsejtek, amelyek megvédenék a szervezetet egy esetleges bakteriális vagy vírusos fertőzéstől.

## A köldökzsinórvér felhasználása
A magzati fejlődés során kis számban megmaradnak olyan nem-specializálódott sejtek is, melyeket szöveti őssejteknek nevezünk. A születéskor a köldökzsinórból nyert vér ilyen őssejteket tartalmaz. 
A köldökzsinórvérből az őssejtek kiválaszthatók és életképesen megőrizhetők. Így a későbbiekben bármikor felhasználhatók esetleges betegségek kezelése céljából. Az őssejtek ugyanis képesek különböző típusú szöveti sejtekké átalakulni, ezáltal a károsodott sejtek, szövetek és a jövőben szervek pótlására, regenerálására. Az őssejtek tehát életbevágó fontosságú egészségmegőrző szerepet tölthetnek be a szervezetünkben.
A köldökzsinórvér és az ebből nyerhető őssejtek gyűjtése teljesen fájdalom – és kockázatmentesen történik közvetlenül az újszülött születését követően. Továbbá a méhlepényben és a köldökzsinórban visszamaradt vér a szülés után orvosi hulladékként megsemmisítésre kerülne, amennyiben nem rendelkeznek az abból kinyerhető őssejtek megőrzéséről.

## A köldökzsinórvér-őssejtek megőrzésének fontossága
Az őssejt-transzplantáció az orvostudomány jelenleg is fontos eszköze számos betegség kezelésére. Az őssejtek különleges képességeinek megismerésével az őssejtek egyre szélesebb körű alkalmazásának lehetősége révén nyilvánvalóan felmerül a köldökzsinórvér-őssejtek megőrzésének szükségessége.
Mind erősebb érvként szól a saját célú megőrzés fontossága mellett, hogy a saját célú alkalmazáskor a tulajdonos szervezetével genetikailag azonos őssejtek állnak majd rendelkezésére, melyek tárolása szükség esetén lehetővé teszi a gyors hozzáférést. Mindazonáltal esetlegesen, a szülők és a testvérek is hasznát láthatják majd ezeknek az őssejteknek, mivel a minták megközelítőleg negyedében a családtagok immunológiai azonossága elfogadható.

## A köldökzsinórvér-őssejtek jelenlegi gyakorlati alkalmazása
Jelenleg nincs olyan elfogadott orvosi protokoll, ami a köldökzsinórvér felhasználására alapulna.
A köldökzsinórvér-őssejteket emberben először a csontvelő-elégtelenségben szenvedők kezelésére használták, mivel a köldökzsinórvér-őssejtek könnyen alakulnak át csontvelői sejtekké.
Alkalmazásuk előnyösebb volt a korábban szokásos, más emberből származó csontvelővel végzett transzplantációknál. A köldökzsinórvér-őssejtek ilyen célú hasznosítása is ritkábban okozott kilökődést. Másrészt az eddigi tapasztalatok szerint a köldökzsinórvér-őssejtek ilyen célú alkalmazása hatékonyabb a felnőttek csontvelő beültetésénél.
Az őssejteket a károsodott területre juttatva képesek arra, hogy a károsodott szöveteket regenerálja, újra életképessé tegye. A csontvelő rosszindulatú daganatos betegségeiben, pl. a fehérvérűség különböző típusaiban, alkalmas a betegek hatékony kezelésére. Az olyan rosszindulatú daganatos betegségekben, amelyek sugárterápiát és/vagy citosztatikus (kemoterápia) kezelést igényelnek, hasznos lenne ezeket minél nagyobb adagban alkalmazni a gyorsan osztódó rákos sejtek elpusztítására. Ennek azonban határt szab az ugyancsak gyorsan osztódó vérképzőszervek sejtjeinek nem-kívánt károsodása. Az őssejtek rendelkezésre állása azonban megengedhetővé teszi a sugár- és kemoterápia dózisának a növelését, ezáltal pedig a daganatos sejtek hatékonyabb elpusztítását, mivel a károsodott sejtek az őssejtekből származó csontvelő beültetésével pótolhatók.